# مشتق لوغاريتمي
المشتق اللوغاريتمي (بالإنجليزية: Logarithmic derivative)‏ هي نسبة الدالة المشتقة إلى الدالة المشتق منها، أي قسمة المشتقة إلى الدالة التي اشتقت منها المشتقة.
{\displaystyle {\frac {f'}{f}}\!}
إذا كانت الدالة (f) دالة لمتغير حقيقي ذات قيم حقيقية موجبة قطعا، ساوت مشتقة الدالة اللوغاريتمية مشتقة لوغارتمها الطبيعي.  f ' / f = ln ' (f)
بالعموم، إذا كانت الدالة (f) لا تنعدم في مجالها (I)، فالمشتقة اللوغاريتمية تساوي مشتقة لوغارتم القيمة المطلقة الطبيعي، لعناصر المجال. ∀ x ∈ I, f ' / f = ln ' |f|